# Allium lamondiae
Allium lamondiae är en amaryllisväxtart som beskrevs av Per Erland Berg Wendelbo. Allium lamondiae ingår i släktet lökar, och familjen amaryllisväxter. Inga underarter finns listade i Catalogue of Life.